# Vusja
Vusja (武俠) što doslovno znači "vojni heroj", je žanr kineske fikcije posvećen avanturama umetnicima borilačkih veština u drevnoj Kini. Iako je vusja tradicionalni oblik književnosti, njena popularnost je izazvala da se raširi na različite oblike umetnosti kao što su kineske opere, manhua, filmovi, televizijske serija i video igare. Ona formira deo popularne kulture u mnogim zajednicama Kineza koji širom sveta.
Reč " Vušia " je smožena reč koja se sastoji od elemenata Vu ( lit "borilački"," vojni ", ili " naoružani") i Šia ( lit " častan"," viteški", ili "heroj"). Umetnik borilačkih veština koji prati kod Šia se često naziva Šiake ( lit. "Sledbenik Šie") ili Joušia ( lit "lutajući Šia"). U nekim prevodima, umetnici borilačkih veština se nazivaju " mačevaoci ", iako on ili ona ne mora obavezno držati mač.
Junaci iz Vušia fikcije obično ne služe nikoga, nisu deo vojske ili pripadaju aristokratskog klasi. Oni često potiču iz nižih društvenih slojeva starog kineskog društva. Kodeks viteštva obično zahteva Vušia heroje na časnost i ispravljanje nepravde, borba za pravdu, ukloniti tiranine, i kažnjavati za ranija nedela. Kineska šia tradicija može se uporediti sa borilačkim kodova iz drugih kultura, kao što je bušido za Japanske samuraje.

## Istorija

### Raniji razvitci
Iako je termin "Vušia" kao ime žanra je nedavno nastala, priče o šia datiraju unazad više od 2.000 godina. Vušia priče imaju svoje korene u nekim ranim Joušia pričama još od 300-200 pne. Neke poznate priče uključuju Džuan Zhu atentat na kralja Liao od Vu, i pre svega, Jing Ke pokušaj na život kralja Kine (koji je postao Kin Ši Huang kasnije). U Volumenu 86. iz "Evidencija Velikog istoričara" ("Ši Đi"), Sima Kian je pomenuo pet zapaženih ubica - Cao Mo, Džuan Zhu Iu Rang, Nie Zheng i Jing Ke - iz perioda zaraćenih država koji su izvršavali zadatke sprovođenja političkih atentata na aristokrate i plemiće. Ove ubice su poznate kao Čike. ("ubadajući gosti"). Obično su pružali svoju lojalnost i usluge feudalaca i plemića u zamenu za nagrade, kao što su bogatstvo i žene. U Volumenu 124. "Ši Đi", Sima Kian detaljno opisuje nekoliko karakteristika Šia kulture iz njegovog perioda. Ovi popularni fenomeni su dokumentovani u drugim istorijskim zapisima, kao što su "Knjiga o Hanu" i "Knjiga o kasnijem Hanu".
Šiake priče su napravile prekretnicu u Tang dinastiji i vratile se u obliku Čuanki (傳奇; lit " legendarne priče "). Priče iz tog doba, kao što su Nie Jiniang (聶隱娘) Kunlun rob, Trinaesta Madam Đing, Crveni Konac i Bradati ratnik, poslužili su kao prototip za moderne Vusja priče. Takve priče sadrže fantaziju i izolovane protogoniste, obično usamljene - koji obavljaju herojska dela.
U Ćing dinastiji, dalji razvoj bili su gongan (" javni slučajevi" ) i srodni detektivski romani, gde su Šia i drugi heroji, u saradnji sa sudijom ili sudijama, rešavali zločin i borili se protiv nepravde. Priče "Pravda Bao" iz Sanksia Vui ("Sedam Heroja i Pet Zavodnika")i Ksia Vuji, često su koristili teme socijalne pravde u svojim Vusja pričama. Ksiai priče koje su sadržale herojsu romantiku, i gde su žene često bili heroji i posedovali natprirodne sposobnost, isto su se pojaviljivale tokom Ćing dinastije.

Mnoga Vusja dela proizvedena tokom dinastija Ming i Ćing su izgubljena su tokom zabranjivanja takvih radova od tadašnje vlade.Vusja radovi su smatrani odgovornim za gajenje antivladinih osećanja, što je dovodilo do pobune u toj eri. Razvitak literature tada takođe je značilo da je dostupnost ovog žanra bio ograničen na mase, što je dovelo do slabijeg razvoja Vusja žanra. Ipak, Vusja žanr je ostao izuzetno popularan kod običnih ljudi.

### 20. vek
Moderni Vusja žanra istakao se početkom 20. veka nakon Pokreta Četvrtog Maja 1919 godine. Nova literatura se evolvirala, ukidajući vrednosti Konfučijsma, a Šia je nastao kao simbol lične slobode, uprkos konfučijanskoj tradiciji, i odbacivanje kineskog porodičnog sistema.
Početak 20. veka, je često smatran zlatnim periodom u Vusja žanru. Ksiang Kairan (umetničko ime Pingjiang Baikiaošeng) postao je prvi značajan Vusja pisac, sa svojim romanom Neobični Vitez-Lutalice od Đinghua (江湖奇俠傳). Serijalizovan je 1921-28 i adaptiran u prvi vusja film Požar Crvenog Lotus Hrama. Zao Huan Ting, koji je napisao Kronike Odanih Vitezova - Lutalica. (奇俠精忠傳, seriajalizovanu u nastavcima 1923–27), bio je još jedan poznati pisac Vusja sa sedištem u Šangaju. Početkom 1930., Vusja radovi se povećavaju u broju i njegov centar se premešta u u Peking i Tjencin u severnoj Kini. 
Vusja fikcija je bivala zabranjena u različitim periodima tokom Republikanske Ere i ova ograničenja su gušila rast žanra. Uprkos tome, Vusja priče su preovladale u drugim područjima kineskog jezika, kao što su Tajvan i Hong Kong. Pisci kao što su Lang Jušeng i Louis Ča ( Đin Jong ) predvodili su osnivanje " nove škole " posvećene Vusja žanru koja se razlikuje u velikoj meri od svojih prethodnika. Oni su napisali serijale za novine i časopise. Oni su takođe uključeni u nekoliko fikcinalnih tema kao što su misterije i romantika iz drugih kultura. 
Takođe su postojali radovi nakon 1980-te godine koji su pokušavali da stvore post - Vusja žanr. Ju Hua, jedn od značajnih pisaca iz tog perioda, objavio je kontra - žanr, kratku priču pod nazivom "Krv i šljiva u cvetu", u kojoj protagonista ide u potragu za osvetom svog ubijenog oca.

## Knjige
Poznati moderni vusja autori su:
| Ime                                      | Umetnicko ime       | Period aktivnosti | Dela                                                                             | Kratki opis |
| ---------------------------------------- | ------------------- | ----------------- | -------------------------------------------------------------------------------- | --- |
| Lois Ča Leung-Jung / Za Liangjong 查良鏞 | Đin Jong 金庸       | 1955–73           | Knjiga i Mač, Kondor Trilogija, Polu-bogovi i Polu-djavoli                       | Najpopularniji, i smartan jedan od najznajčajnijih, pisaca ovog žanra današnjice. Njegovi radovi su adaptirani u filmove i televiziske serije nekoliko puta.                                  |
| Čen Wentong 陳文統                       | Liang Jušeng 梁羽生 | 1955–84           | Sedam mačeva sa rajske planine, Lutajući heroj velikog Tanga, Junhai Jugong Juan | Pionir "nove škole "vusja žanra. Neki od njegovih radova su adaptirani u filmove i serije. |
| Čuong Jao hua 熊耀華                     | Gu Long 古龍        | 1960–84           | Ču Liuksiang Serija, Đuedai Šuangđiao, Ksiao Šiji Lang, Lu Ksiaofeng Serija      | Pisac koji ubacuje mešavinu misterije u svoje radove. On pise u kratkim paragrafima i na njega su uticali zapdani i japanski pisci. Neki od njegovih radova su adaptirani u filmove i serije. |
| Woon Liang Geok / Wen Liangju 溫涼玉     | Wen Rui jan 溫瑞安  | 1973–danas        | Si Da Ming Bu, Buji Šenksiang, Đingjan Ji Kuang                                  | Njegova dela su adaptirana u televiziske serije Četiri(serija) i Lice u Lice, i film Četiri(film).                                                                                            |
| Huang Zukuđiang 黃祖強                   | Huang Ji 黃易       | 1987–danas        | Ksunkuin Đi, Fuju Fanjun, Datang Šuanglong Zuan                                  | Kombinuje vusja žanr sa naučnom fantastikom u svojim radovima. Njegovi radovi su adaptirani u televiziske serije Korak u prošlost, Smrtonosto oružije ljubavi i požude i Braća Blizanci.      |

## Stripovi
Nove i originalne Vusja knjige su značajno opale u modernim vremenima, naročito kako čitaoci ovog žanra napustili zbog lako dostupnih,alternativa kao što su DVD, konzole i tako dalje. Ipak taj žanr je ostao popularniji u manhua ( Kineski stripovi ) u mestima kao što su Hong Kong i Tajvan, sa osnovnom suštinom u Vusja žanru izlazi nedeljno u izdanjima jednakoj japanskoj mangi. 
Neki od poznatih manhua umetnika su:
| Ime                                   | Umetničko ime                       | Period aktivnosti | Dela                                                         | Kratki opis |
| ------------------------------------- | ----------------------------------- | ----------------- | ------------------------------------------------------------ | --- |
| Ma Wing-šing / Ma Rongčeng 馬榮城     | Ma Wing-šing / Ma Rongčeng 馬榮成   | 1980-danas        | Fung Wan, Kineski Heroj, Crni Leopard                        | Neki od njegovih radova su adaptirani u televiziske serije kao što su: Olujni Jahači, Vetar i Oblak, Krvavi Mač, and Čovek zvan Heroj.          |
| Wong Jan-lung / Huang Zhenlong 黃振隆 | Wong Juk-long / Huang Julang 黃玉郎 | 1980-danas        | Orientalni Heroji, Oružije bogova, Legende Cara, Buddin dlan | Neki od njegovih radova su adaptirani u televiziske serije kao što su: Zmaj-Tigar Kapija, Kung Fu vs Aerobatiks, and Buddin Dlan uzvraća nazad. |
| Ko Fuk-lung / Kiu Fulong 邱福龍       |                                     | 1990–danas        | Svetac, Solarni Gospodar                                     | |

## Filmovi i Serije
Najraniji Vusja filmovi datiraju još iz 1920-ih. Filmovi proizvedeni od strane Kralja Hu i Šav Braće Studio koristili su akcionu koreografiju koristeći žicu i trampoline za akrobacije uz kombinaciju sa ubrzanim kamera. Radnja dešavanja su u ranijim filmovima labavo prilagođeni iz postojeće literature.
Čeng Pei-Pei, Džimi Vang i Koni Čen su među poznatijim Vusja filmskim zvezdama 1960-70, kada filmovi snimljeni kralja Hu i Šav Braće Studio bili su najistaknutiji. Novi Vusja filmovi glumci i glumice uključuju Džet Li, Brigitte Lin, Mišel Jeo, Donnie Ien, Toni Leung i Zhang Ziii. Iuen Voo-Ping je koreograf koji je postigao slavu pravljeći action-sekvence u Vusja filmovima.
Vusja je uveden u holivudske studije 2000. sa Ang Lijevim Čučeči tigar, Skriveni Zmaj. Prateći Lijeve korake, Zang Iimou je napravio Heroj, ciljan na međunarodno tržište 2003. godine, i Kuću letećih bodeža u 2004. Zapadna publika je bila upoznata sa Vusj žanrom preko Aziske televizijske stanice u većim gradovima, u kojoj su mini serije kao što Ratnici Jang klana i raj, često sa engleskim prevodom.
Zapadni pokušaji ovog žanra su ograničeni, kao što je film iz 2008. Zabranjeno Kraljevstvo, u kojem je igrao Džaki Čen, Džet Li i Mikael Angarano. Međutim, veliki izuzetak je DreamWorks Animation studio koji je napravio franšizu Kung-fu Panda. Stvoren kao ozbiljan, ako ne i duhovit, napravljena je od strane proizvođača koji su poznavaoci i poštovaoci žanra. Serija je posebno slavljena u Kini kao odličan doprinos u ovom obliku.

## Video igre
Neke istaknute video RPG igre Vusja žanra uključuju Legende o Maču i Vili, Žad Carstvo, i Kravljestvo Raja, od kojih svi mešaju Vusja sa elementima kineske mitologije i fantazije. Legende o Maču i Vili,je posebno proširio svoju seriju i do osam video igara, od kojih su dva adaptirana u televizijsku seriju Kineski Paladin ( 2005 ) i Kineski Paladin 3 ( 2009 ). Tu su MMORPGs, kao što Heroji Kung Fua i Doba Vulin, i "hack & slash" igre, kao što su Buđingia i Rajski mač.
Igre adaptirane iz dela Vusja pisaca uključuju Heroji Đin Jonga, RPG na osnovu karaktera u Đin Jong romanima ; Zmajeva Zakletva, MMORPG inspirisan je Đin Jongovim Demi-bogovima i polu-đavolima.

## Literatura
- Teo, Stephen (2009). Filmovi Kineskih Borilačkih veština: Vusja Tradicija. Edinburgh University Press. стр. 17—19. ISBN 978-0-7486-3286-2.

## Spoljašnje veze
- Đin Jong
- Zhou Tong (strelac)
- Wuxiaworld Архивирано на веб-сајту  (25. април 2016)